# Punta de l'Esperó
La punta de l'Esperó (popularment punta de s'Esperó), també dita simplement l'Esperó (s'Esperó), és un cap de la costa de Menorca que constitueix el punt més oriental de l'illa, de les Balears i de l'estat espanyol. Està situat a la península de la Mola (terme de Maó), on d'ençà del segle xix s'alça una fortalesa erigida durant el regnat d'Isabel II.